# White Tip Reef
White Tip Reef är ett rev på Stora barriärrevet i Australien.   Det ligger 175 km nordost om Mackay i delstaten Queensland. 